# Carme Sallés i Barangueras
Carme Sallés i Barangueras (Vic, 1848 — Madrid, 1911) va ser una monja catalana que, el 1892, va fundar a Burgos la congregació de les Religioses Concepcionistes Missioneres de l'Ensenyament per a l'educació de les nenes. Fou beatificada el 1998 i canonitzada l'octubre de 2011.

## Vida
Carme Sallés i Barangueras era la segona de deu germans en una família humil. De petita va destacar per la seva devoció i la seva capacitat de lideratge. Uns coneguts de la família van demanar als seus pares que permetessin que es casés amb el seu fill; tot i ser un bon matrimoni, la noia el va refusar i va manifestar la seva vocació religiosa. Tot i la negativa inicial dels seus pares, que l'obliguen a acceptar el casament, és finalment autoritzada a trencar el compromís i abraçar la vida religiosa.
Va entrar com a novícia a les Adoratrius Esclaves del Santíssim Sagrament i de la Caritat de Barcelona el 1871, que treballen en la rehabilitació de dones marginades, prostitutes, etc. Carme, però, vol treballar en l'ensenyament de nens, prevenint així, amb l'educació prèvia, que sigui necessària una rehabilitació: ho resumia amb el lema "para alcanzar buenos fines, son menester buenos principios". Així, les deixà per ingressar a la comunitat de Dominiques de l'Anunciata, dedicades a l'ensenyament de les nenes. Creia fermament que la cultura podria fer que la dona ocupés amb dignitat el seu lloc a la família, com a educadora dels seus fills, i a la societat, que està, de mica en mica, donant possibilitats laborals a les dones. A més, creu també que la cultura pot donar suport a una fe veritable, evitant la superstició i la sensibleria de la religiositat del moment.

### Fundació de la congregació
Dubta, però de la seva vocació en l'educació i pensa de dedicar-se a la vida contemplativa, el 1892 va sortir de la congregació amb tres companyes, però no van ser acceptades en els ordes contemplatius on van intentar entrar. A Madrid Sallés va trobar el sacerdot Celestino de Pazos, que li aconsellà reprendre el seu intent inicial i fundar un nou institut dedicat a l'ensenyament femení. La posà en contacte amb l'arquebisbe de Burgos Manuel Gómez-Salazar y Lucio-Villegas, que promulgà el decret d'erecció de l'institut de les Concepcionistes de Sant Domènec el 16 d'abril de 1893, nomenant-ne Sallés superiora general. A causa de les protestes de les Dominiques de l'Anunciata, la congregació va haver d'eliminar del nom la referència a Sant Domènec.
Amb les seves companyes, funden nous col·legis a Segòvia, El Escorial, Madrid, Pozoblanco, Almadén, Valdepeñas, Manzanares, Santa Cruz de Mudela, Barajas de Melo, Arroyo del Puerco, Santa Cruz de la Zarza... Després de Castella, la congregació s'estén per Navarra, a Murchante.
L'institut, dedicat a l'ensenyament de nenes i joves, va ser aprovat per la Santa Seu el setembre de 1908. Va morir a Madrid el 25 de juliol de 1911.

## Veneració
Va ésser beatificada per Joan Pau II a Roma, el 1998. Després de confirmar-se un segon miracle, s'aprovà la seva canonització a Roma, celebrada el 21 d'octubre de 2012, a càrrec de Benet XVI.